# Dicranomyia tricuspis
Dicranomyia tricuspis är en tvåvingeart som beskrevs av Alexander 1923. Dicranomyia tricuspis ingår i släktet Dicranomyia och familjen småharkrankar. Inga underarter finns listade i Catalogue of Life.